# Westmount
Westmount is een stad (ville) in de Canadese provincie Québec en telt 20.494 inwoners (2006).
Het is een stad omgeven door en in het zuidwesten van Montréal.

## Geboren in Westmount
- Leonard Cohen (1934-2016), singer-songwriter en schrijver
- Eugenie Bouchard (1994), tennisspeelster

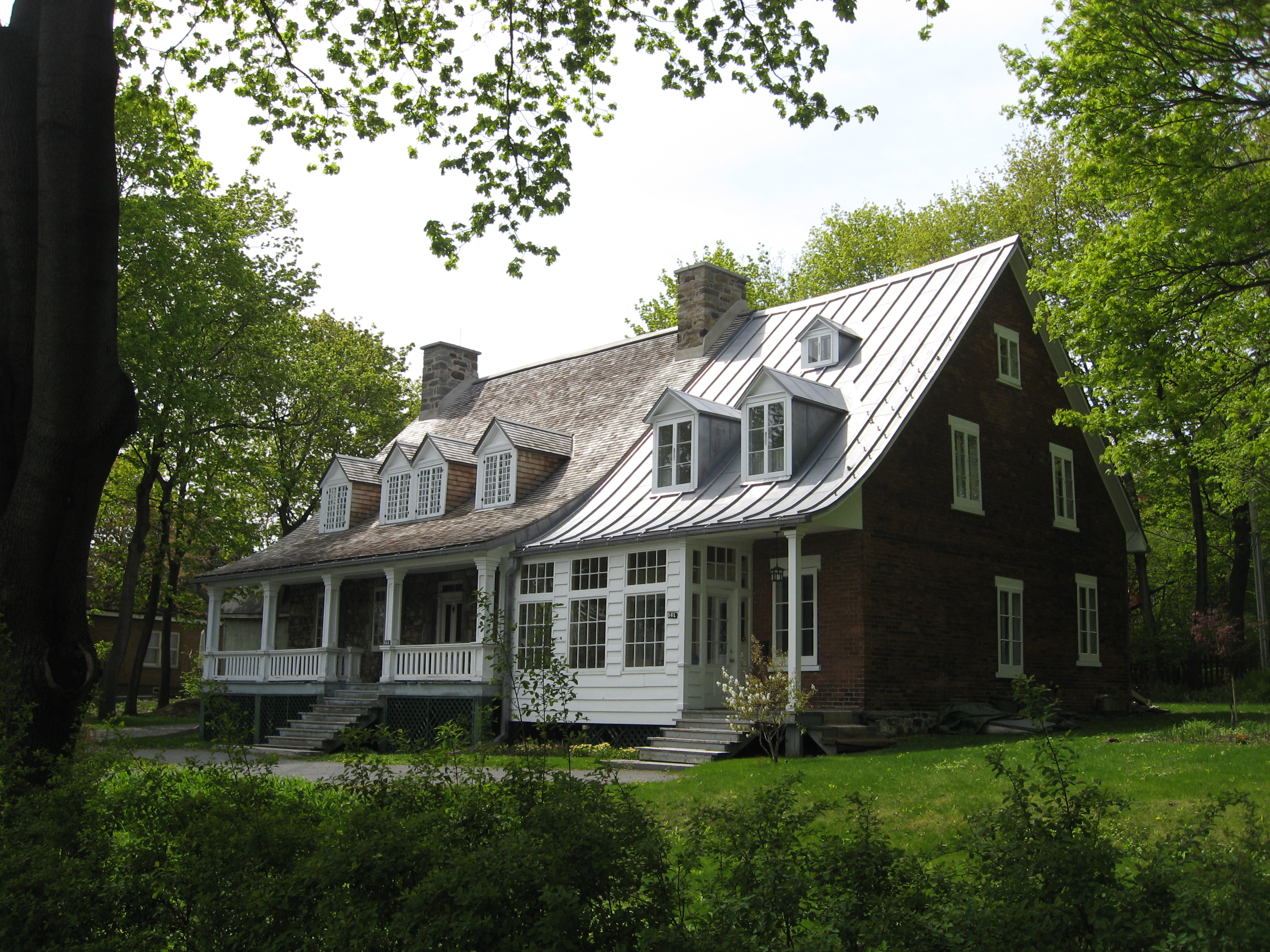
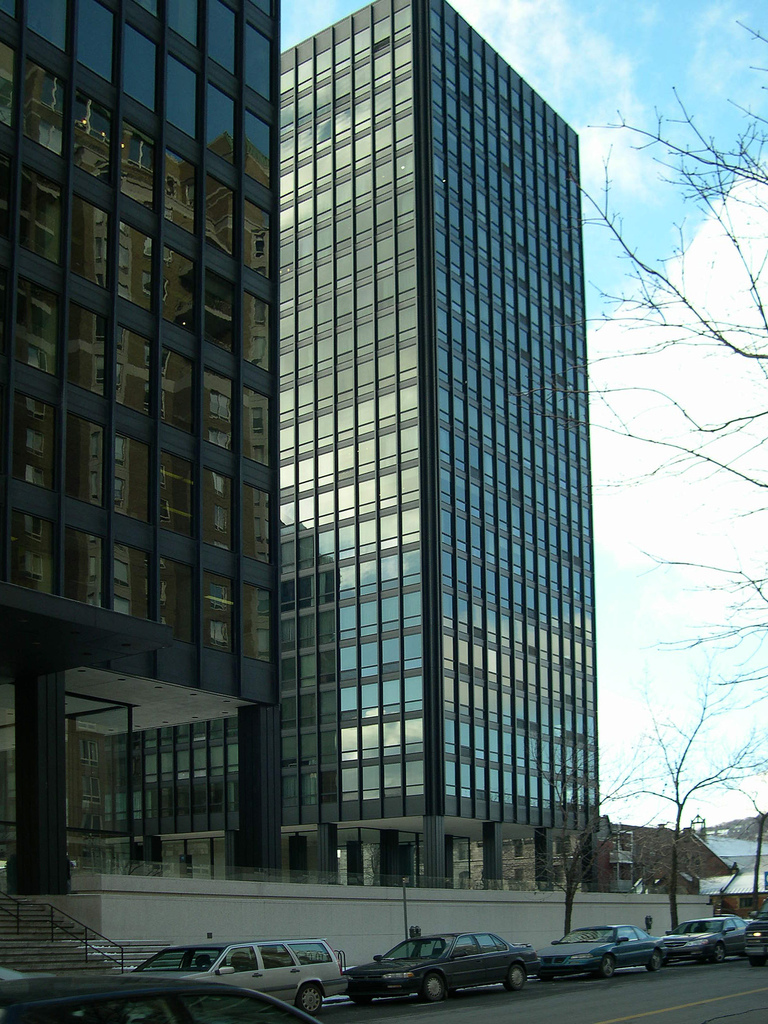
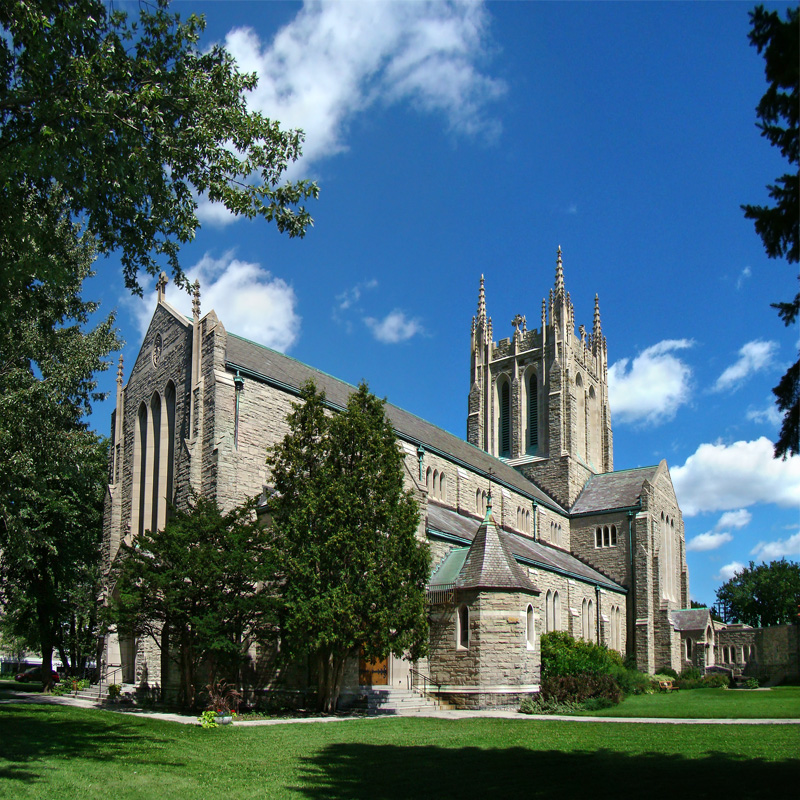
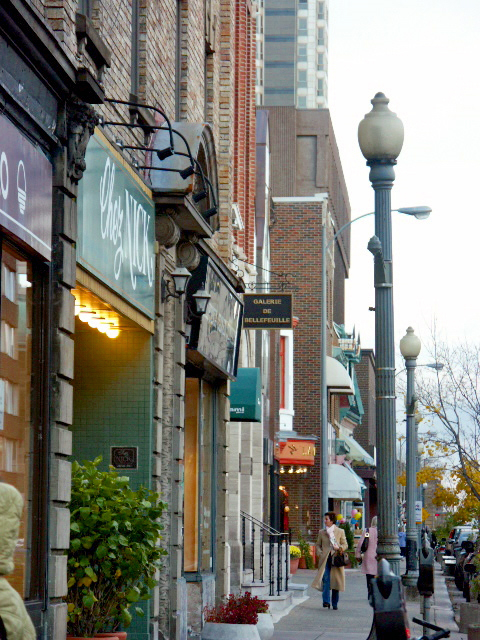
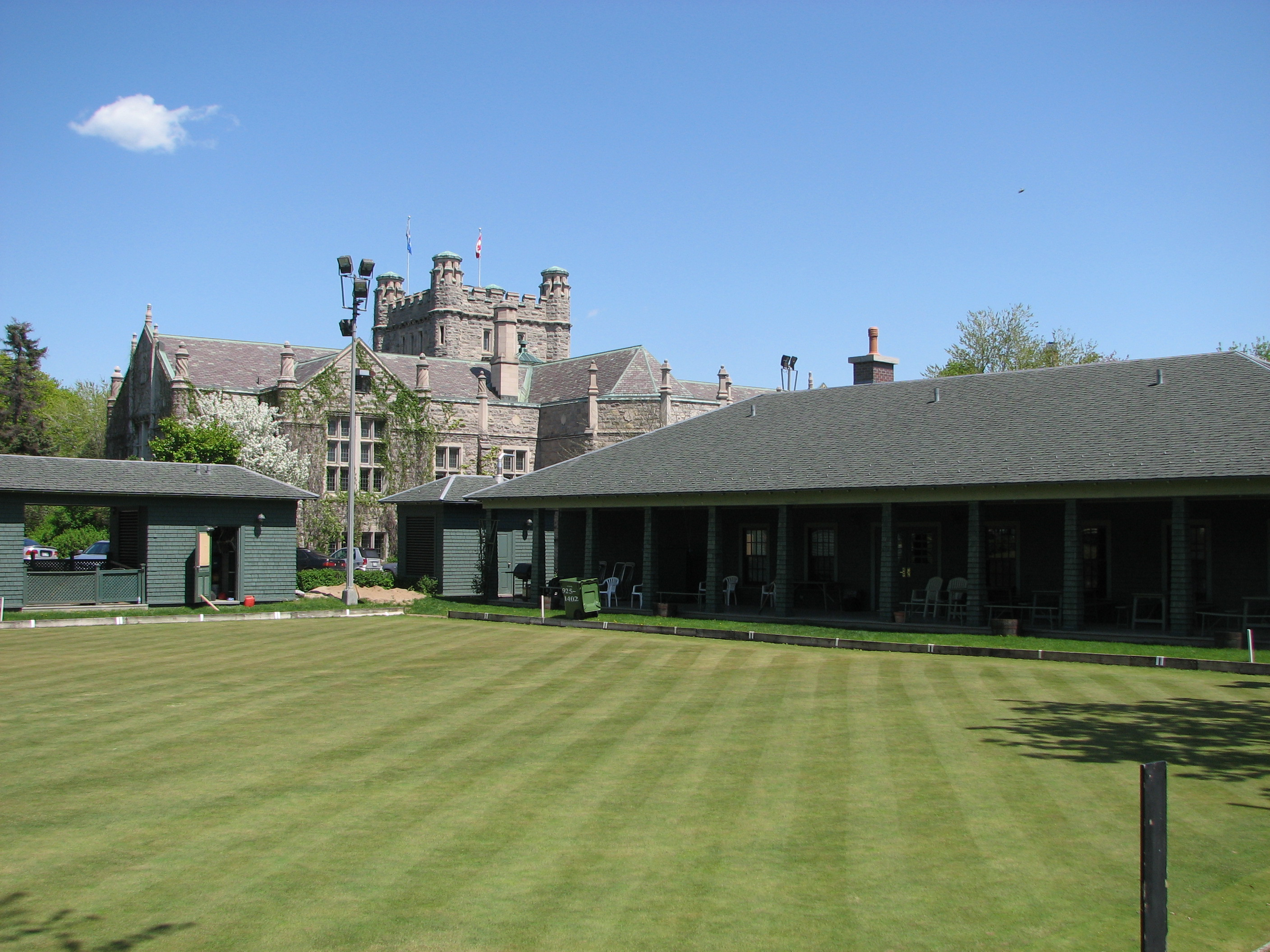
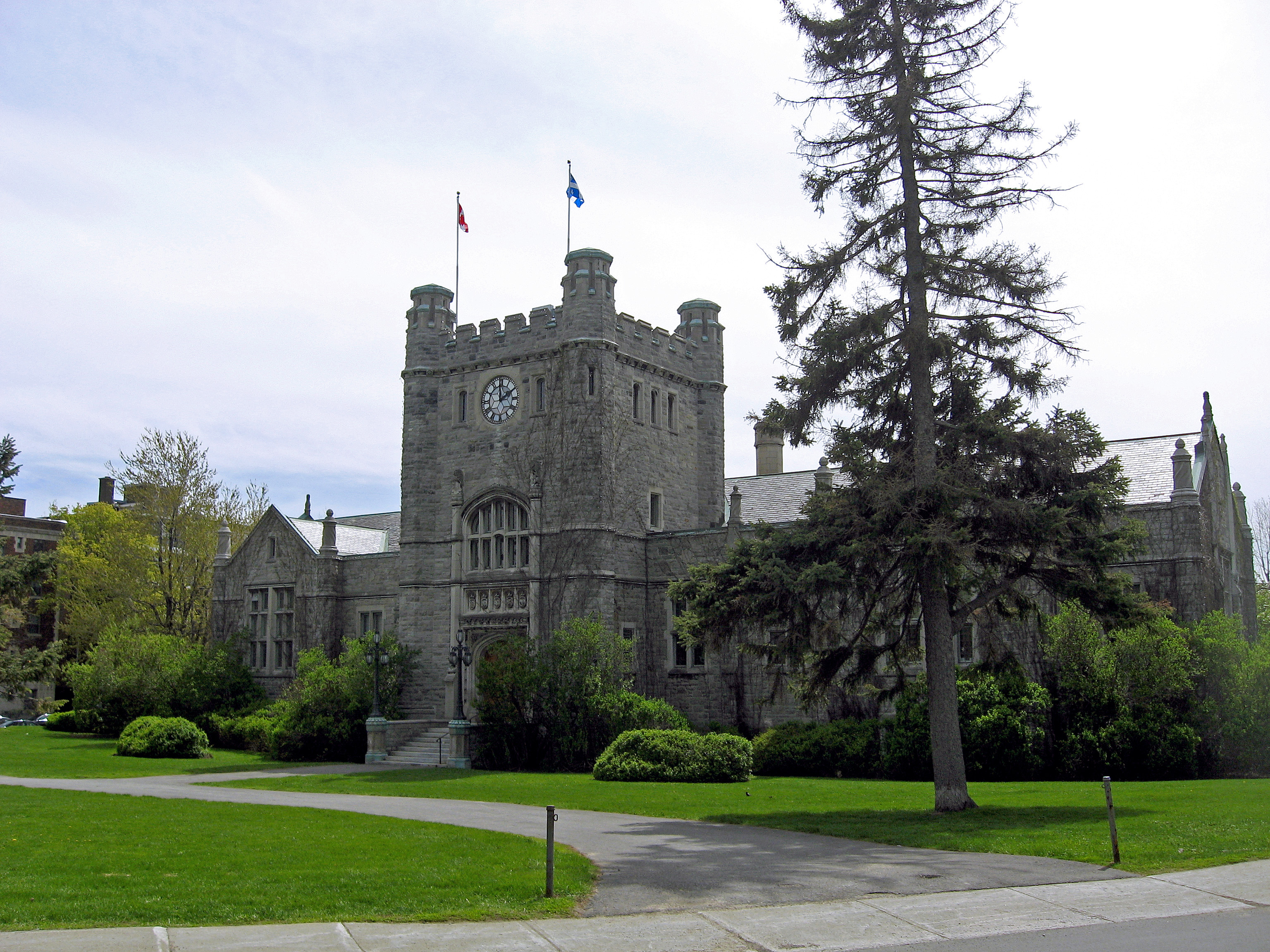
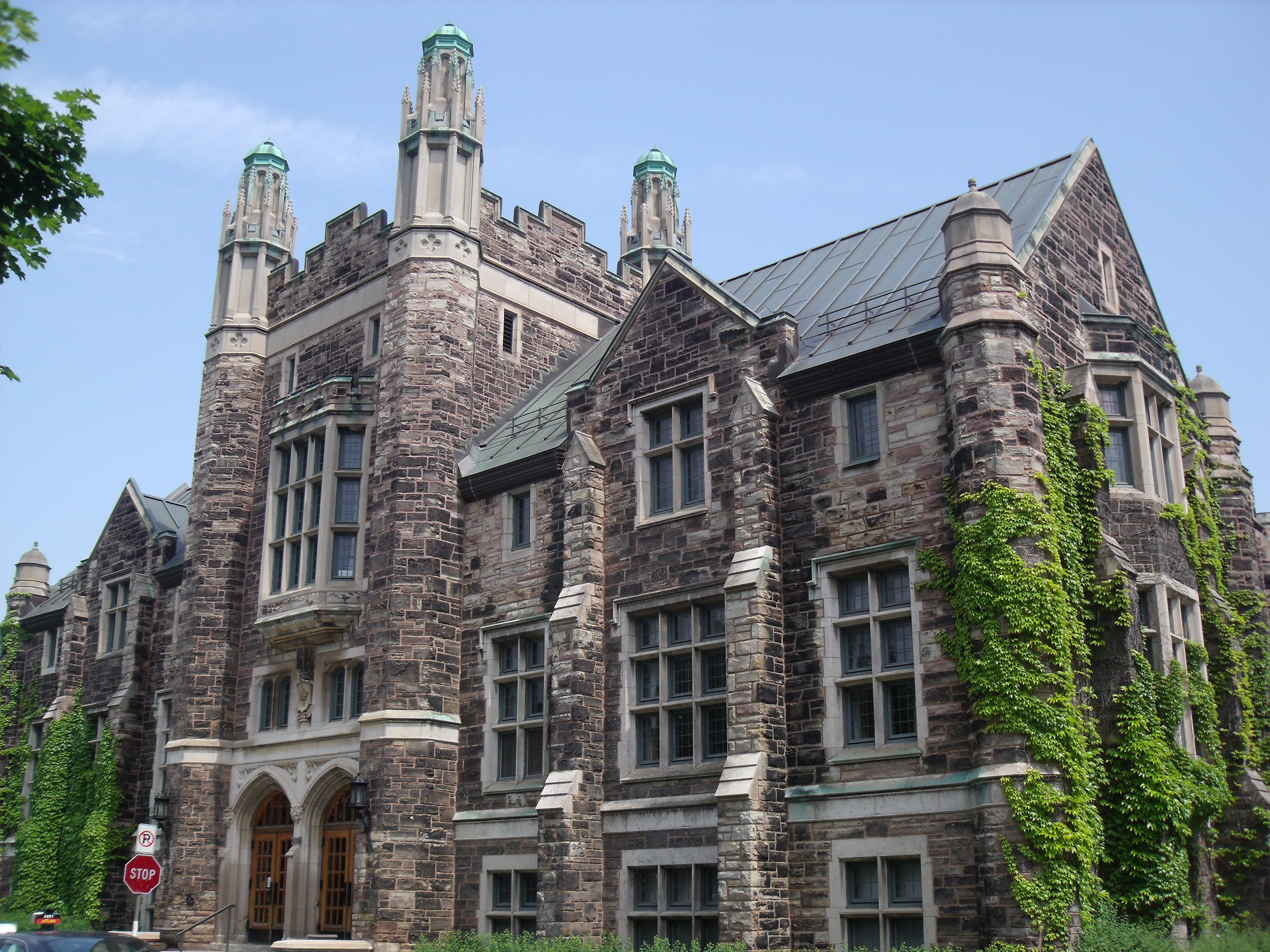
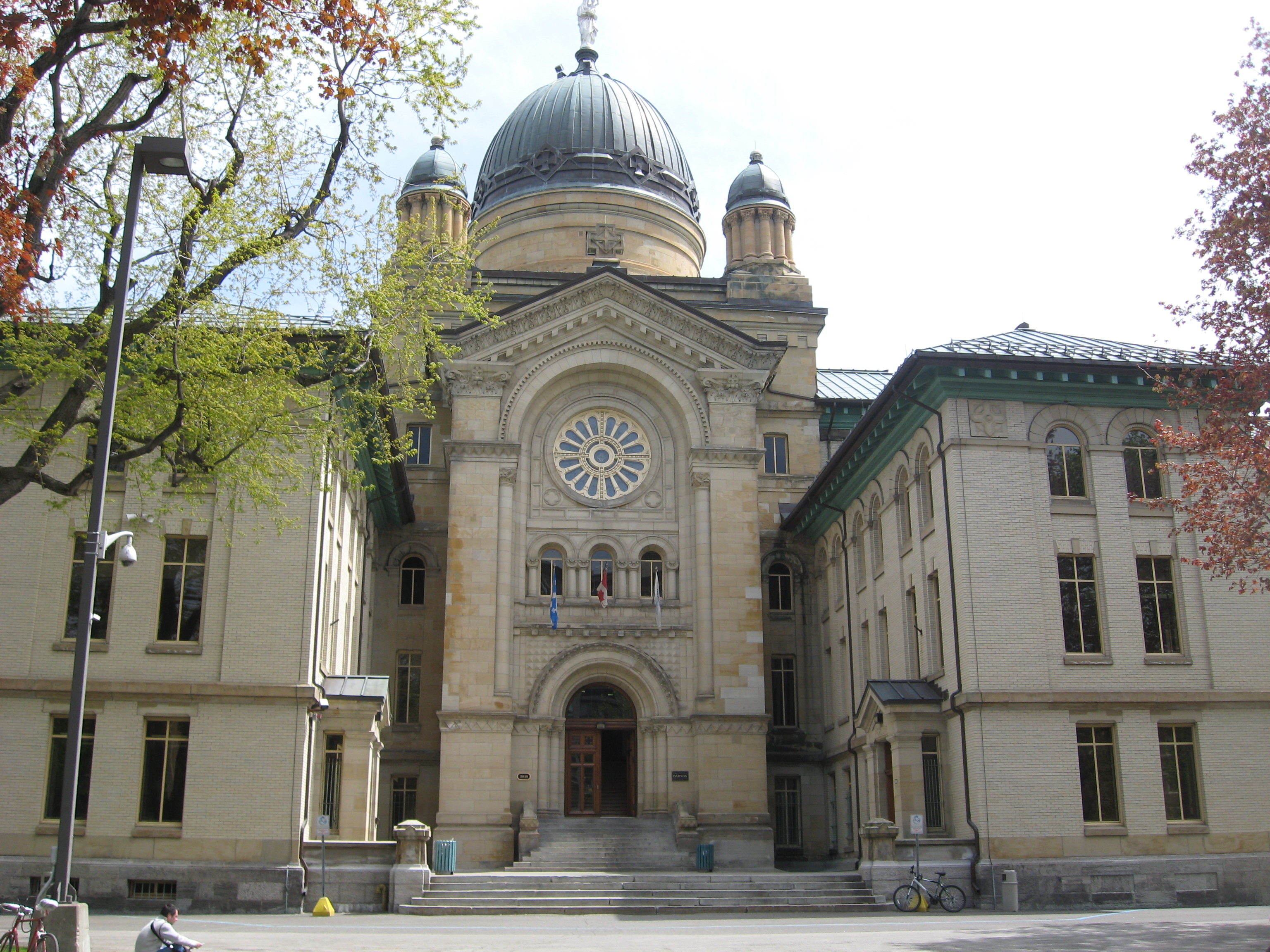
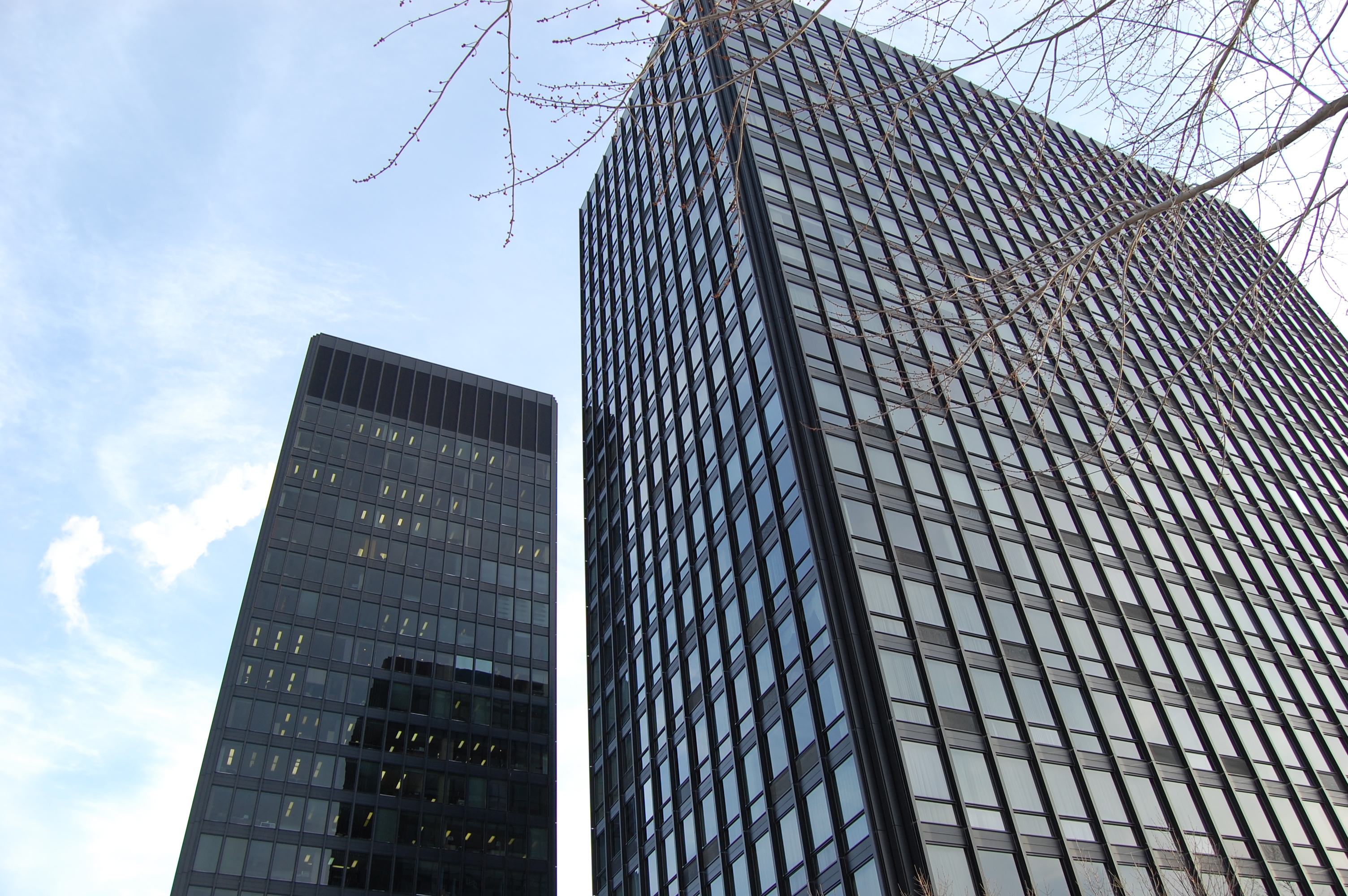
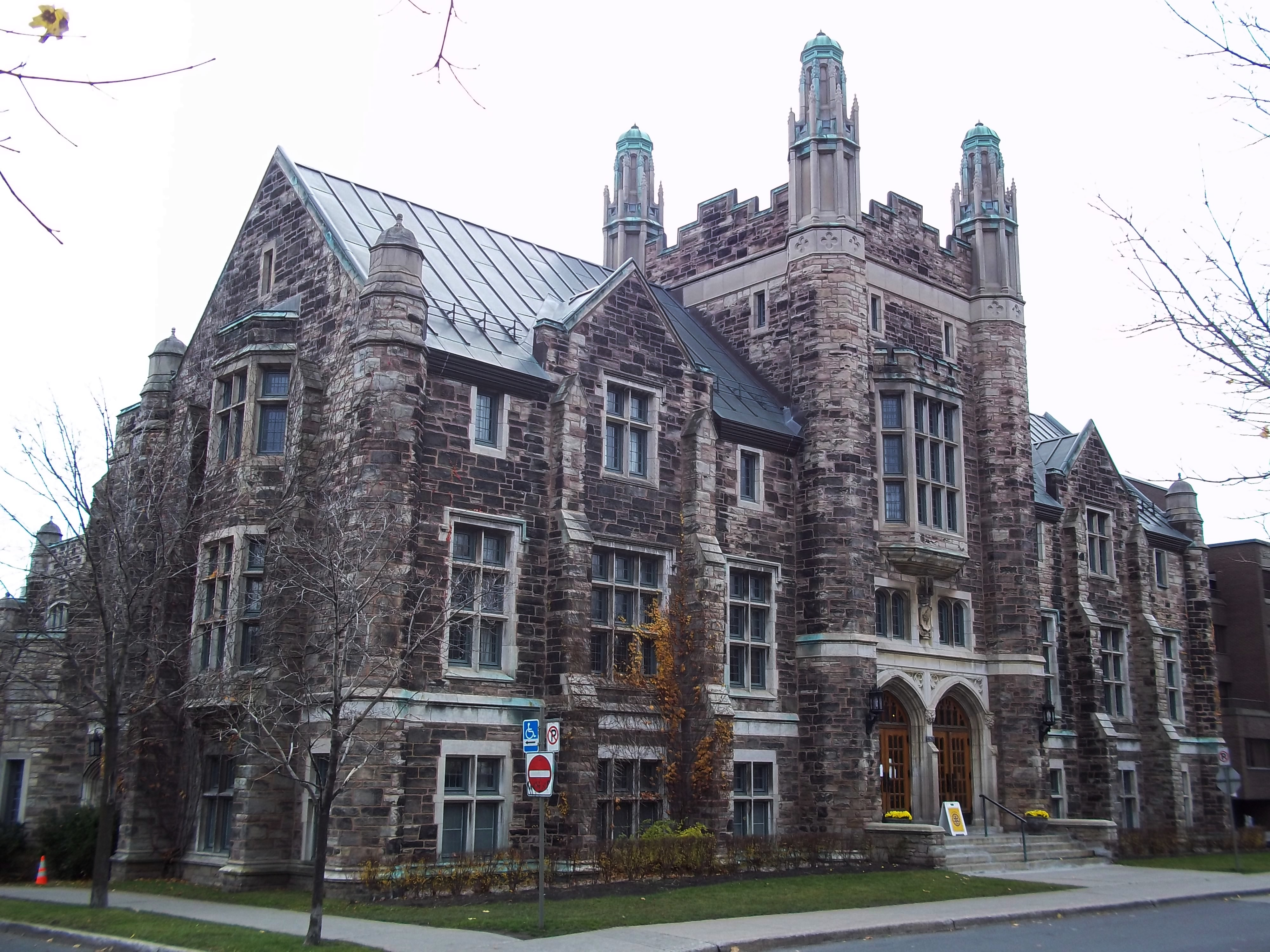
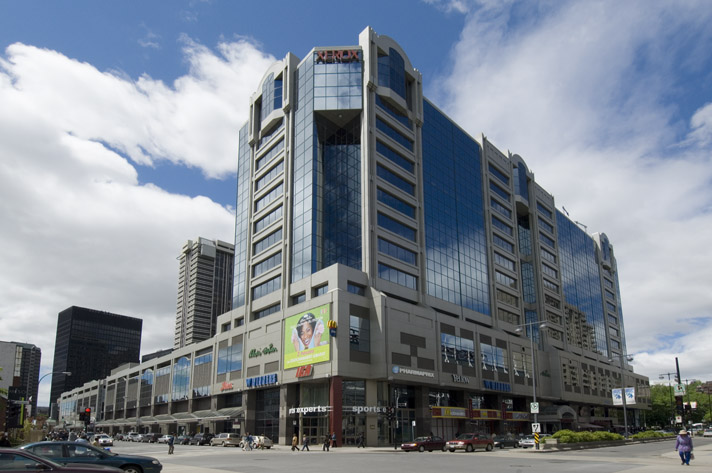
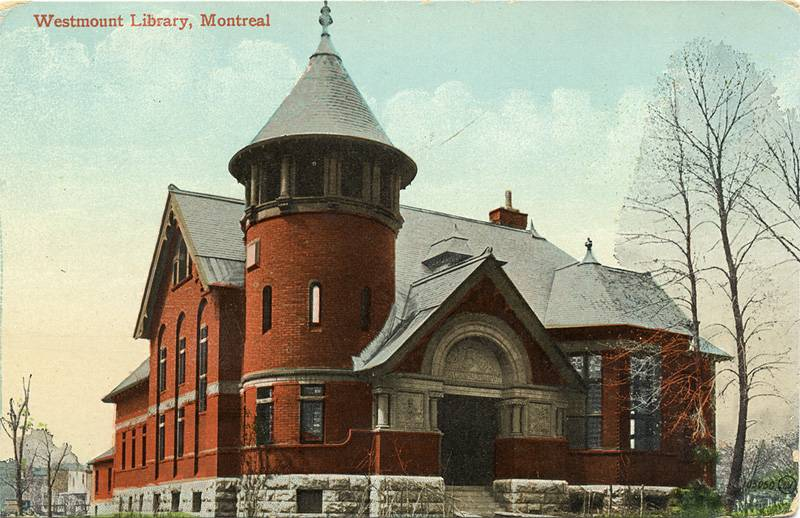
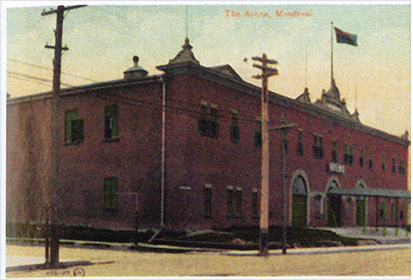